# Trosky
Trosky és una població dels Estats Units a l'estat de Minnesota. Segons el cens del 2000 tenia 116 habitants.

## Demografia
Segons el cens del 2000, Trosky tenia 116 habitants, 46 habitatges, i 36 famílies. La densitat de població era de 27 habitants per km².
Dels 46 habitatges en un 34,8% hi vivien nens de menys de 18 anys, en un 67,4% hi vivien parelles casades, en un 0% dones solteres, i en un 21,7% no eren unitats familiars. En el 21,7% dels habitatges hi vivien persones soles el 13% de les quals corresponia a persones de 65 anys o més que vivien soles. El nombre mitjà de persones vivint en cada habitatge era de 2,52 i el nombre mitjà de persones que vivien en cada família era de 2,92.
Per edats la població es repartia de la següent manera: un 28,4% tenia menys de 18 anys, un 2,6% entre 18 i 24, un 31% entre 25 i 44, un 22,4% de 45 a 60 i un 15,5% 65 anys o més.
L'edat mitjana era de 42 anys. Per cada 100 dones de 18 o més anys hi havia 102,4 homes.
La renda mitjana per habitatge era de 36.250 $ i la renda mitjana per família de 38.750 $. Els homes tenien una renda mitjana de 28.750 $ mentre que les dones 31.250 $. La renda per capita de la població era de 16.741 $. Cap de les famílies estaven per davall del llindar de pobresa.

## Poblacions més properes
El següent diagrama mostra les poblacions més properes.